# Смоуки Робинсън
Уилям Робинсън, по-известен в музикалните среди като Смоуки Робинсън (на английски: Smokey Robinson), е американски певец, автор на песни и музикален продуцент.
Той е сред основните лица на гиганта в звукозаписната индустрия „Мотаун Рекърдс“, основан от Бери Горди. За големия му принос в развитието на „Мотаун Рекърдс“ е обявен за „крал на Мотаун“. Като член на групата The Miracles, а след това и като солов изпълнител, Смоуки Робинсън записва 37 хита в Топ 40 за „Мотаун Рекърдс“ в периода от 1960 до 1987 година.

## Биография
Уилям Робинсън е роден на 19 февруари 1940 година в гетото Брюстър в Детройт, Мичиган, САЩ. Прякорът му Смоуки Джо е измислен от чичо му Клод заради любовта към филмите за каубои. Майка му умира, когато е на 10 г. и е отгледан от по-голямата си сестра Джералдин Бърстън. Баща му Уилям Робинсън работи като шофьор на камион и е далеч от дома си за продължителни периоди от време. Втората му сестра Роуз Ела Джоунс е автор на песента „Аант Ууди“ и други.
Израства в краен квартал, започва да пее в местни групи още в ранното си детство. Жени се за Клодет Роджърс и кръщава сина си Бери в чест на Бери Горди, а дъщеря си Тамла – на оригиналното име на „Мотаун Рекърдс“. Развежда се с Клодет Роджърс през 1986 година, и се жени през май 2002 година за Франсис Гладни Робинсон.

## Кариера

### Ранни години
В началото на 1960-те години Робинсън формира местна група, а през 1955 година дава име на групата „Five Chimes“. С най-добрия си приятел Роналд Уайт и със съучениците си от „North High School“ Питър Мур, Кларънс Доусън и Джеймс Грайс през 1957 година групата започва да носи името „Matadors“. През 1958 година, когато към тях се присъединява китаристът Марв Тарплин, те се превръщат в световноизвестната група „The Miracles“.

### „Мотаун Рекърдс“
СЕдна съвсем случайна среща с продуцента Бери Горди младши го довежда до договор с „Мотаун Рекърдс“. В групата „The Miracles“ Робинсън прави първия си голям хит „Shop Around“ (1960), който е разработен с доста енергично R & B звучене, и той става първия сингъл, преминал границата от продажбата на 1 милион броя. В следващите години групата прави множество хитове, включително „Who's Loving You“ (1960), „You Really Got a Hold on Me“ (1962), „Ooo Baby Baby“ (1965), „The Tracks of My Tears“ (1965), „Going to a Go-Go“ (1965), „I Second That Emotion“ (1967) и „The Tears of a Clown“ (1970).
Робинсън работи в „Мотаун Рекърдс“ и като композитор на много от хитовете, написани за „The Miracles“ и други Motown артисти като Мери Уелс и „The Templations“. Неговата работа допринася изключително много за успеха на „Мотаун Рекърдс“ и за популяризирането на соул, R&B и поп музиката в САЩ.
Смоуки Робинсън е основен автор и продуцент на групата „The Temptations“ в периода 1963 – 1966 г., като е композирал доста от техните хитове като „The Way You Do the Things You Do“, „My Girl“, „Since I Lost My Baby“ и „Get Ready“. Композира също песента „Still Water (Love)“ за квартета „The Four Tops“. Той е създателят и на песните „Don't Mess With Bill“ и „My Baby Must Be a Magician“ за девическата група „The Marvelettes“. Написал е „Ain't That Peculiar“ и „I'll Be Doggone“ за „Marvin Gaye“ и още много други.

### Солова кариера
През 1973 година Робинсън прави едноименен албум, като посвещава първия си хит „Sweet Harmony“ на „The Miracles“. През 1975 година соловата му кариера набира скорост след успеха на R & B хитове като „Baby That's Backatcha“. През 1976 година излиза сингълът „Quiet Storm“ и съпровождащият го албум, които са в духа на бавното и спокойно R&B.
През 1980 година Робинсън става жертва на зависимостта от наркотици. Кариерата му пресеква, както и бракът му с Клодет Роджърс. С подкрепата на приятеля си Леон Кенеди успява да преодолее зависимостта си и през 1987 година се освобождава напълно от нея.
Тогава излизат новите му хитове „Just to See Her“ и „One Heartbeat“, които завоюват престижните награди „Грами“. Самият Джон Ленън от The Beatles признава, че Смоуки Робинсън е изиграл значително влияние в музикалната му кариера, и допълня, че любимата му песен е „I've Been Good To You“ на „The Miracles“, като я сравнява със своята „Sexy Sadie“. Джордж Харисън, възхищавайки се от таланта на Робинсън, дори му посвещава песента „Pure Smokey“ през 1976 година.

### Късни години
Смоуки Робинсън не спира да прави турнета. През 2006 година излиза албумът „Timeless Love“. През май същата година Робинсън става почетен доктор (honoris causa) по музика. През 2009 година издава студиен албум „Dancing with the Stars“.
По време на 50-годишната си кариера Смоуки Робинсън натрупва в изключително богатия си репертоар повече от 4000 песни.

## Дискография
- DO YOU LOVE ME (NOW THAT I CAN DANCE) (1962)
- MEET THE TEMPTATIONS (1964)
- GREATEST HITS (1964)
- MOODS OF MARVIN GAYE (1966)
- GETTIN' READY (1966)
- GREATEST HITS. VOL. 1 (1966)
- REACH OUT (1967)
- GREATEST HITS. VOL. 2 (1968)
- SMOKEY (1973)
- ANTHOLOGY: THE BEST OF THE TEMPTATIONS (1973)
- A QUIET STORM (1975)
- WHERE THERE'S SMOKE (1979)
- BEING WITH YOU (1981)
- ALL THE MILLION SELLERS (1981)
- BLAME IT ON LOVE AND ALL THE GREAT HITS (1983)
- GREAT SONGS AND PERFORMANCES THAT INSPIRED THE MOTOWN 25TH ANNIVERSARY
- TELEVISION SPECIAL (1983)
- SMOKE SIGNALS (1986)
- ANTHOLOGY (1986) (1986)
- ONE HEARTBEAT (1987)
- LOVE, SMOKEY (1990)
- GREATEST HITS AND RARE CLASSICS (1991)
- DOUBLE GOOD EVERYTHING (1991)
- GREATEST HITS AND RARE CLASSICS (1991)
- WHATEVER MAKES YOU HAPPY: MORE OF THE BEST (1961 – 1971) (1993)
- HUM ALONG AND DANCE: MORE OF THE BEST (1963 – 1974) (1993)
- LOOKING BACK: 1961 – 1964 (1993)
- 35TH ANNIVERSARY COLLECTION (1994, BOX)
- MOTOWN LEGENDS: THE BALLAD ALBUM (1994)
- TONIN' (1995)
- IN THE HOUSE (1995)
- THE BEST OF SMOKEY ROBINSON AND THE MIRACLES: ANTHOLOGY (1995)
- SOULSATION! THE 25TH ANNIVERSARY COLLECTION (1995)
- MOTOWN LEGENDS: CRUISIN' – BEING WITH YOU (1995)
- GREATEST HITS AND RARE CLASSICS
- BEING WITH YOU/WHERE THERE'S SMOKE
- MOTOWN SUPERSTARS SERIES. VOL. 18
- MOTOWN LEGENDS
- PURE SMOKEY – SMOKEY
- SMOKEY/A QUIET STORM
- THE MOTOWN COMPOSER SERIES: GREATEST SONGS WRITTEN BY SMOKEY ROBINSON
- TIME OUT/SPECIAL OCCASION
- GREATEST HITS AND RARE CLASSICS

## Награди
- През 1988 година Смоуки Робинсън публикува своята автобиография и същата година той е приет в Залата на славата на рокендрола в САЩ.
- През 1991 година печели наградата „Soul Train Music Award“ за постижения в кариерата си.
- През 1999 година получава награда Грами за постиженията през целия си живот.
- През 2002 година е награден с Националния медал на САЩ в областта на изкуствата.
- През 2004 година е удостоен със Звезда на Холивудска Алея на славата.
- През 2006 година е награден за приноса му към изкуството в американската култура и получава почетна степен от университета „Хауърд“.